# Montserrat Roig
Montserrat Roig i Fransitorra (* 13. Juni 1946 in Barcelona; † 10. November 1991 ebenda) war eine katalanische Schriftstellerin und Journalistin. Sie verfasste zahlreiche Romane, Erzählungen, Reportagen und Artikel in katalanischer Sprache.

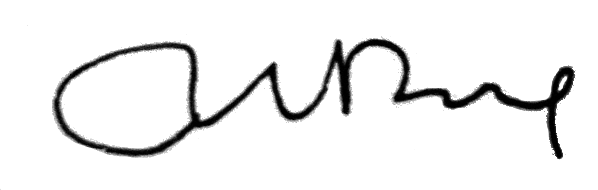
Unterschrift von Montserrat Roig

## Leben
Roig wuchs in einer bürgerlichen Familie in Barcelona auf. Ihr Vater, Tomàs Roig i Llop, war Rechtsanwalt und Schriftsteller. 1968 beendete sie ihr Philosophiestudium an der Universität Barcelona und 1970 wurde sie promoviert. Mit zwanzig Jahren heiratete sie den Architekten Albert Puigdomènech. Nach drei Jahren wurde die Ehe wieder geschieden. Später war sie mit dem Soziologen Joaquim Sempere-Carreras liiert. Sie erlag 45-jährig ihrer Brustkrebserkrankung und hinterließ zwei Kinder. Montserrat Roig ist im Cementiri de Montjuïc begraben.

## Politisches und gesellschaftliche Engagement
In jungen Jahren nahm Roig an Demonstrationen gegen den Franquismus teil. In ihren ersten Jahren an der Universität war sie Mitglied der Universitat Popular UP, der Jugendorganisation der Força Socialista Federal (FSF). Nach der Auflösung der FSF trat Roig in die kommunistische Partei PSUC ein. Sie nahm an verschiedene Aktionen gegen die franquistische Diktatur teil.
Im Jahr 1976 wurde Roig Teil des Leitungsrates der Kulturinstitution Ateneu Barcelonès.

## Literarische Laufbahn

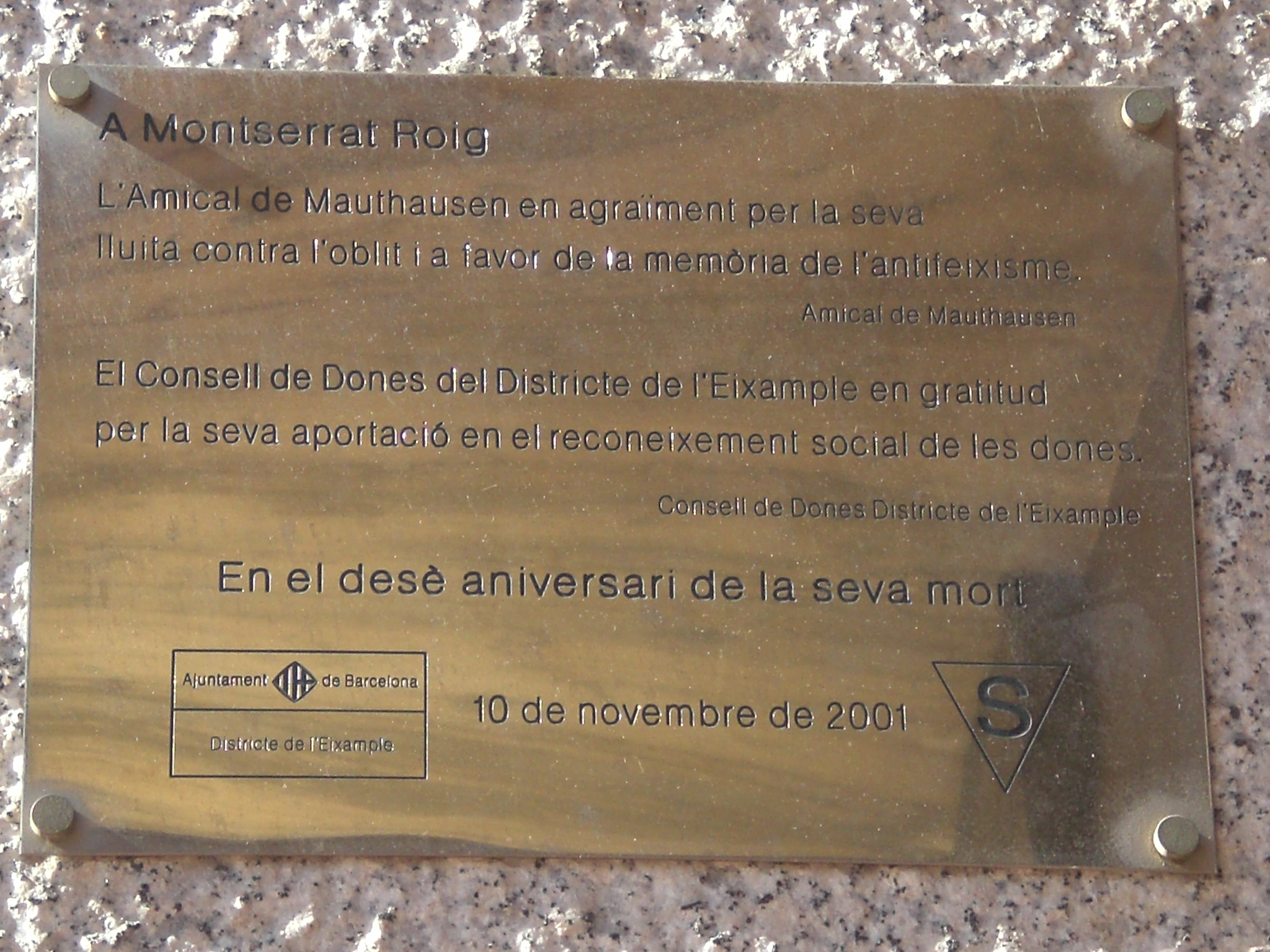
Plakette in den Jardins de Montserrat Roig, Barcelona

Sie arbeitete zwischen 1972 und 1973 an der Universität Bristol als Lektorin. Nachdem sie 1971 mit den Erzählungen Molta roba i poc sabó... i tan neta que la volen den Víctor-Català-Preis gewonnen hatte, widmete sie sich vollzeitig der Literatur. Sie begann ihre Karriere als Romanschriftstellerin mit den Werken Ramona, adéu (1972) für das sie 1976 den Premi Sant Jordi de novel·la erhielt und El temps de les cireres (1977)
Roig machte auch Karriere als Journalistin. Sie hatte großen Erfolg mit ihren Interviews, die später in den Bänden Retrats paral·lels (1975–1976) veröffentlicht wurden. Ein anderes bekanntes Werk wurde Els catalans als camps nazis (1977) (Die Katalanen in den Nazi-Lagern), dafür erhielt sie den Crítica-Serra-d'Or-Preis. Ab 1977 arbeitete Roig als Journalistin bei Televisión Española, wo sie bei der Interviewsendung Personatges mitwirkte.
Mit dem Roman L’hora violeta (1980) erreichte Roig ihren Höhepunkt als literarisch-feministische Autorin. Von diesem Moment an erhielten ihre Romane aber einen etwas anderen Schwerpunkt. Später brachte sie L’òpera quotidiana (1982), La veu melodiosa (1987) und die Erzählungen El cant de la joventut (1989) heraus. Auch schrieb sie L’agulla daurada wofür die den Nationalpreis der Katalanischen Literatur 1986 erhielt. Ihr letztes Werk war Digues que m'estimes encara que sigui mentida (1991).
Der Roman Die Frauen vom Café Núria erschien 2024 auf Deutsch und webt eine Erzählung über drei Generationen von Frauen in Barcelona, die sich durch Zeiten des Wandels, des Bürgerkriegs und des Widerstands gegen das Franco-Regime navigieren. Die Protagonistin Mundeta, eine Figur von komplexer und widersprüchlicher Natur, repräsentiert dabei unterschiedliche Ideologien und veranschaulicht das Ringen um Selbstbestimmung. Das Buch ist eine Hommage an die katalanische Kultur und Geschichte.
Montserrat Roig war zwischen 1989 und 1990 Mitglied der Associació d’Escriptors en Llengua Catalana und Vizepräsidentin der Junta Territorial del Principat de Catalunya.

## Nachlass
Ihr literarischer Nachlass wird in der Arxiu Nacional de Catalunya (Nationalarchiv Kataloniens) aufbewahrt.

## Werke
- Molta roba i poc sabó… i tan neta que la volen, 1970
- Ramona, adéu, 1972
  - deutsche Ausgabe: Die Frauen vom Café Núria, Barcelona-Trilogie I, Verlag Antje Kunstmann, München 2024, ISBN 978-3-95614-582-7.
- El temps de les cireres, 1977
  - deutsche Ausgabe: Zeit der Kirschen, Elster-Verlag, Moos, Baden-Baden 1991.
  - Neuübersetzung: Als wir von den Kirschen sangen, Barcelona-Trilogie II, Verlag Antje Kunstmann, München 2024, ISBN 978-3-95614-602-2.
- Els catalans als camps nazis, 1977
- L’hora violeta, 1980
  - deutsche Ausgabe: Die violette Stunde, Elster-Verlag, Moos, Baden-Baden 1992.
  - Neuübersetzung: Die violette Stunde, Barcelona-Trilogie III, Verlag Antje Kunstmann, München 2025, ISBN 978-3-95614-624-4.
- ¿Tiempo de mujer?, 1980
- L’Òpera quotidiana, 1982
- L’agulla daurada, Nationalpreis von Katalanische Literatur (1986), 1985
- La veu melodiosa, 1987
- El cant de la joventut, 1989
- Reivindicació de la senyora Clito Mestres (teatre), 1990
- Digues que m’estimes encara que sigui mentida, 1991
- Un pensament de sal, un pessic de pebre: dietari obert, 1992